# Villa Musica
La fondation Villa Musica fut fondée en 1986 notamment par le Land de Rhénanie-Palatinat et la chaîne de radiodiffusion Südwestrundfunk, pour encourager les jeunes musiciens et l'organisation de concerts, dans le domaine de la musique classique. Le siège est à Mayence; un autre établissement de la Fondation, de l'Académie de musique de chambre, se trouve dans le château des Princes-Électeurs (Engers) à Neuwied.

## La Fondation
De jeunes musiciens sont sélectionnés sur audition dans le cadre de Villa Musica. Ces musiciens sont attirés par la perspective de se perfectionner au contact des enseignants avec lesquels ils vont être amenés à se produire sur scène, aussi bien lors des concours qu'en concert. Cette pratique commune de la musique entre élèves et professeurs particuliers forme le principe même de la Villa Musica et la distingue de beaucoup d'autres fondations.
La Villa Musica organise chaque année environ 150 concerts, dont environ 60 % dans le cadre de l'autofinancement. Outre les concerts payants, Villa Musica organise aussi des concerts pour le festival annuel « Musik in Burgen und Schlössern » (« Musique dans les châteaux forts et châteaux »), composante des Étés musicaux en Rhénanie-Palatinat. En plus des concerts à demeure, tenus aussi bien dans la Villa Musica (Mayence), le château d’Engers (Neuwied), la Villa Ludwigshöhe (Edenkoben) à Trèves, les musiciens se produisent en concert lors de tournées dans l'ensemble de la Rhénanie-Palatinat. La Villa Musica a donc une grande importance comme organisateur de concerts régionaux.
Les boursiers sont aussi bien des étudiants de niveau supérieur que d'anciens diplômés sans emploi fixe : tous ceux, en effet, qui ont été admis à la Villa Musica ont la possibilité, grâce à une bourse accordée pour trois ans, d'assister gratuitement à toutes les sessions d'enseignement.

## Comité de direction
Les responsables de la Fondation Villa Musica sont le gouvernement du Land de Rhénanie-Palatinat et de la radiodiffusion Südwestrundfunk en tant que successeur de la radio sud-ouest. Le conseil d'administration se composait à l'époque (2008):
- Peter Boudgoust (président), Intendant de la station de radio SWR
- Simone Sanftenberg (vice-présidente), directrice régionale des programmes de la SWR Rhénanie-Palatinat
- Doris Ahnen, Ministre de l'Éducation, de la Jeunesse et de la Culture
- Ingolf Deubel, Ministre des Finances
- Barbara Harnischfeger, président de l’Association des Amis de la Villa Musica
- Christoph-Hellmut Mahling, président du Conseil musical régional de Rhénanie-Palatinat
- Josef-Peter Mertes, Président der ADD Rheinland-Pfalz
- Friedhelm Plogmann, président de la banque régionale de Rhénanie-Palatinat
- Catherine Rückwardt, chef d'orchestre du théâtre d'État de Mayence